# Frank Damrosch
Frank Heino Damrosch (né à Breslau (en province de Silésie), le 22 juin 1859 – mort à New York, aux États-Unis, 22 octobre 1937) est chef d'orchestre et pédagogue américain d'origine allemande.

## Biographie
Damrosch est né le 22 juin 1859 à Breslau, en province de Silésie. Il est le fils d'Hélène von Heimburg, une ancienne chanteuse d'opéra et le chef d'orchestre Leopold Damrosch. Il est venu aux États-unis en 1871 avec son père, son frère, le chef d'orchestre Walter Damrosch et sa sœur, professeur de musique Clara Mannes. Ses parents étaient luthériens (son grand-père paternel était Juif),,.
Il étudie d'abord la musique en Allemagne avec Dionys Pruckner, puis à New York avec Ferdinand von Inten ; et également en Europe, avec Moritz Moszkowski.
Initialement destiné à une carrière dans les affaires, il se rend pour cela à Denver (Colorado), mais l'attraction de la musique est plus fort, et finalement en 1884, il est organiste et chef du Denver Chorus Club et superviseur de la musique au sein des écoles publiques.
Pendant quelques années, il a été chef de chœur au Metropolitan Opera de New York. Il a également dirigé le Mendelssohn Glee Club de 1885 à 1887. En 1892, il a organisé les People's Singing Classes, et il a également joué un rôle dans la fondation de la Musical Art Society of New York.
En 1897, il est superviseur de la musique dans les écoles publiques de New York.
En 1898, Frank Damrosch succède à son frère Walter en tant que chef d'orchestre de l'Oratorio Society, qu'il dirige jusqu'en 1912. Le Damrosch Park, au sein du Lincoln Center for the Performing Arts de New York, est nommé en l'honneur de la famille Damrosch.
En 1905, il fonde et devient directeur de la New York Institute of Musical Art. L'un des élèves Damrosch, William Howland, a été pendant de nombreuses années, à la tête du département de musique à l'Université du Michigan. En 1926, l’Institute of Musical Art a fusionné avec la Juilliard Graduate School pour former, ce qui est aujourd'hui la Juilliard School.
Damrosch est décédé à New York, le 22 octobre 1937.

## Lien contextuels
- Leopold Damrosch
- Walter Damrosch
- Juilliard School